# شناوری

برابری دو نیروی شناوری (رو به بالا) و گرانش (رو به پایین) موجب شناور ماندن جسم بر سطح آب می‌شود.

نیروی شناوری (به انگلیسی: Buoyancy force) نیرویی است که توسط یک سیال به جسم غوطه ور در آن به سمت بالا وارد می‌شود و با نیروی وزن مقابله می‌کند.
در یک ستون از سیال، با افزایش عمق فشار افزایش می‌یابد. در نتیجه فشار زیر ستون سیال، بیش از فشار در بالای ستون می‌باشد. به‌طور مشابه، فشار زیر یک جسم شناور در سیال بیش از فشار روی جسم است و این اختلاف فشار باعث ایجاد نیرویی در جهت بالا به جسم می‌شود. اندازه نیرو به اختلاف فشار وابسته است و به صورتی که توسط قانون ارشمیدس نیز توضیح داده می‌شود، مساوی با وزن سیالی است که جسم اشغال کرده‌است که به آن حجم جابجا شده نیز می‌گویند.
مرکز شناوری یک جسم، برابر مرکزوار حجم جابجا شده از سیال است.

## اصل ارشمیدس

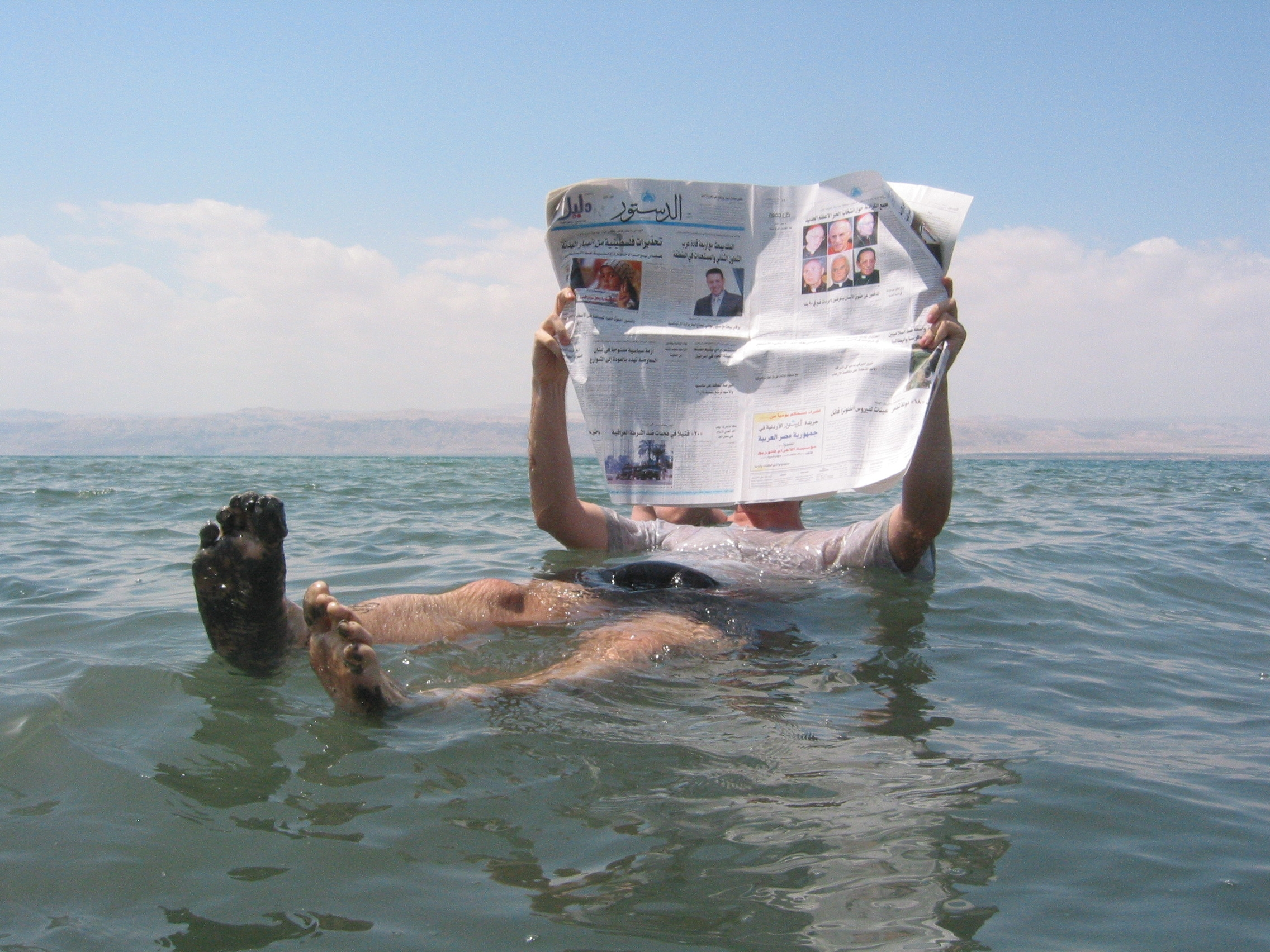
یک مرد در حال مطالعه روزنامه بر روی دریای مرده (بحر المیت)

ارشمیدس (۲۱۲–۲۸۷ قبل از میلاد) مبانی این قانون را کشف کرد که چنین بیان شده‌است:
هر سیالی به جسمی که در آن قرار گرفته (جزئی یا کامل) نیروی شناوری وارد می‌کند. اندازهٔ این نیرو برابر وزن سیال جابجا شده‌است.
نکتهٔ جالب اینکه شکل جسم فرورفته در آب اهمیت ندارد و مستقل از شکل ظاهری جسم، نیروی شناوری رفتار یگانه دارد و از اصل ارشمیدس پیروی می‌کند.
وقتی نیروی ارشمیدس از نیروی وزن بیشتر باشد جسم روی سطح آزاد شاره شناور می‌شود و وقتی نیروی وزن جسم از نیروی ارشمیدس بیشتر باشد جسم درون سیال غرق می‌شود. سیال لزوماً آب نیست و می‌تواند هر مایع یا گازی باشد.
اصل ارشمیدس کشش سطحی (مویینگی) را که بر روی جسم اعمال می‌کند در نظر نمی‌گیرد، اما این نیروی اضافی فقط مقدار سیال جابجا شده و توزیع فضایی جابجایی را تغییر می‌دهد، بنابراین این اصل که شناوری = وزن سیال جابجا شده باقی می‌ماند. معتبر است.
وزن سیال جابجا شده با حجم سیال جابجا شده نسبت مستقیم دارد (اگر سیال اطراف چگالی یکنواخت داشته باشد). به زبان ساده، این اصل بیان می‌کند که نیروی شناوری بر روی یک جسم برابر است با وزن سیال جابجا شده توسط جسم، یا چگالی سیال ضرب در حجم غوطه ور ضربدر شتاب گرانش، g. بنابراین در میان اجسام کاملاً غوطه ور با جرم مساوی، اجسام با حجم بیشتر شناور بیشتری دارند. این به عنوان بالارفتگی نیز شناخته می‌شود.
فرض کنید وزن یک سنگ زمانی که توسط یک ریسمان در خلاء معلق است و گرانش بر روی آن اثر می‌کند، ۱۰ نیوتن اندازه‌گیری می‌شود. فرض کنید وقتی سنگ در آب فرومی‌رود، آب به وزن ۳ نیوتن را جابجا می‌کند. سپس نیرویی که بر روی ریسمانی که از آن آویزان است اعمال می‌کند ۱۰ نیوتن منهای ۳ نیوتن نیروی شناوری خواهد بود: ۷=۳–۱۰ نیوتن. شناوری وزن ظاهری اجسامی را که به‌طور کامل در کف دریا فرورفته اند کاهش می‌دهد. به‌طور کلی بلند کردن یک جسم از طریق آب آسان‌تر از بیرون کشیدن آن از آب است.
با فرض اینکه اصل ارشمیدس به صورت زیر دوباره فرموله شود،
وزن مایع جابه‌جا شده - وزن جسم =وزن غوطه وری (ارشمیدس)
سپس در ضریب وزنی که با حجم متقابل گسترش یافته‌است وارد می‌شود فرمول زیر را به دست می‌دهد. چگالی جسم غوطه ور شده نسبت به چگالی سیال را می‌توان به راحتی بدون اندازه‌گیری حجم محاسبه کرد.
چگالی سیال/چگالی جسم=وزن مایعات جابجا شده/وزن جسم
مثال: یک بالون هلیومی در یک ماشین در حال حرکت. در یک دوره افزایش سرعت، توده هوای داخل خودرو در جهت مخالف شتاب خودرو (یعنی به سمت عقب) حرکت می‌کند. بادکنک نیز به این صورت کشیده می‌شود. با این حال، از آنجایی که بالون نسبت به هوا شناور است، در نهایت «از مسیر» رانده می‌شود و در واقع در همان جهتی که شتاب خودرو (یعنی به جلو) حرکت می‌کند، حرکت می‌کند. اگر سرعت ماشین کاهش یابد، همان بالون شروع به حرکت به سمت عقب می‌کند. به همین دلیل، وقتی ماشین دور یک منحنی می‌رود، بالون به سمت داخل منحنی حرکت می‌کند.

## نیروها و تعادل
معادله محاسبه فشار داخل سیال در حالت تعادل به صورت زیر است:

که در آن f چگالی نیروی اعمال شده توسط مقداری میدان بیرونی بر سیال است و σ تانسور تنش کوشی است. در این حالت تانسور تنش متناسب با تانسور هویت است:

در اینجا δij دلتای کرونکر است. با استفاده از این معادله فوق تبدیل می‌شود:

با فرض اینکه میدان نیروی خارجی محافظه کار است، یعنی می‌توان آن را به عنوان گرادیان منفی برخی از تابع‌های با ارزش اسکالر نوشت:
پس:

بنابراین، شکل سطح باز یک سیال برابر است با هواپیمای تجهیزات میدان نیروی محافظه کارانه بیرونی کاربردی. اجازه دهید محور z به سمت پایین باشد. در این حالت، میدان گرانش است، بنابراین φ = −fgz که در آن G شتاب گرانشی است، ρf چگالی جرم مایعات است. با صفر گرفتن فشار در سطح، جایی که z صفر است، ثابت صفر خواهد بود، بنابراین فشار داخل سیال، زمانی که تحت گرانش قرار می‌گیرد، برابر است با

بنابراین فشار با عمق زیر سطح مایع افزایش می‌یابد، زیرا z نشان دهنده فاصله از سطح مایع به داخل آن است. هر جسمی با عمق عمودی غیر صفر فشارهای متفاوتی در بالا و پایین خود خواهد داشت که فشار روی پایین بیشتر است. این اختلاف فشار باعث ایجاد نیروی شناوری رو به بالا می‌شود.
اکنون می‌توان نیروی شناوری اعمال شده بر جسم را به راحتی محاسبه کرد، زیرا فشار داخلی سیال مشخص است. نیروی وارد شده بر جسم را می‌توان با ادغام تانسور تنش بر روی سطح جسم که در تماس با سیال است محاسبه کرد:

انتگرال سطحی را می‌توان با کمک قضیه گاوس به یک انتگرال حجمی تبدیل کرد:

که در آن V اندازه‌گیری حجم در تماس با سیال است، یعنی حجم قسمت غوطه‌ور شده بدن، زیرا مایع به قسمتی از بدن که خارج از آن است، نیرو وارد نمی‌کند.
بزرگی نیروی شناوری را می‌توان از استدلال زیر کمی بیشتر درک کرد. هر جسمی با شکل و حجم دلخواه V را که توسط مایع احاطه شده‌است در نظر بگیرید. نیرویی که مایع به جسمی در داخل مایع وارد می‌کند برابر با وزن مایع با حجمی برابر با حجم جسم است. این نیرو در جهتی مخالف نیروی گرانشی اعمال می‌شود که قدر:

که ρf چگالی سیال، Vdisp حجم جسم جابجا شده مایع و g شتاب گرانشی در محل مورد نظر است.
اگر این حجم مایع با یک جسم جامد دقیقاً به همان شکل جایگزین شود، نیرویی که مایع به آن وارد می‌کند باید دقیقاً همان نیرویی باشد که در بالا ذکر شد. به عبارت دیگر، «نیروی شناوری» بر روی جسم غوطه‌ور در جهت مخالف گرانش است و از نظر قدر برابر است با

اگرچه اشتقاق بالا از اصل ارشمیدس صحیح است، مقاله اخیر فیزیکدان برزیلی فابیو ام اس لیما رویکرد کلی تری را برای ارزیابی نیروی شناوری اعمال شده توسط هر سیال (حتی غیر همگن) بر جسمی با شکل دلخواه ارائه می‌کند. جالب اینجاست که این روش منجر به این پیش‌بینی می‌شود که نیروی شناوری وارد شده بر یک بلوک مستطیلی که کف ظرف را لمس می‌کند به سمت پایین است! در واقع، این نیروی شناور رو به پایین به صورت تجربی تأیید شده‌است.
نیروی خالص وارد بر جسم باید صفر باشد اگر بخواهیم وضعیت ایستا سیال باشد به طوری که اصل ارشمیدس قابل اجرا باشد و بنابراین مجموع نیروی شناوری و وزن جسم باشد.

اگر شناوری یک جسم (بی مهار و بدون نیرو) از وزن آن بیشتر شود، تمایل به بالا رفتن دارد. جسمی که وزن آن بیشتر از شناوری است، تمایل به فرورفتن دارد. محاسبه نیروی رو به بالا بر روی یک جسم غوطه ور در طول دوره شتاب آن را نمی‌توان به تنهایی با اصل ارشمیدس انجام داد. لازم است دینامیک یک جسم شامل شناوری در نظر گرفته شود. هنگامی که به‌طور کامل در کف سیال فرومی‌رود یا به سطح می‌آید و می‌نشیند، اصل ارشمیدس را می‌توان به تنهایی اعمال کرد. برای یک جسم شناور، فقط حجم غوطه ور شده، آب را جابجا می‌کند. برای یک جسم غرق شده، کل حجم آب را جابجا می‌کند و نیروی واکنش اضافی از کف جامد وجود خواهد داشت.
برای اینکه اصل ارشمیدس به تنهایی مورد استفاده قرار گیرد، جسم مورد نظر باید در حالت تعادل باشد (مجموع نیروهای وارد بر جسم باید صفر باشد):
و بنابراین

نشان می‌دهد که عمقی که یک جسم شناور در آن غرق می‌شود و حجم سیالی که جابجا می‌شود، فارغ از موقعیت جغرافیایی مستقل از میدان گرانشی است.
ممکن است نیروهایی غیر از شناوری و گرانش وارد بازی شوند. این در صورتی است که جسم مهار شده باشد یا جسم به کف جامد فرورود. جسمی که تمایل به شناور شدن دارد به نیروی مهار کششی T نیاز دارد تا کاملاً در آب بماند. جسمی که تمایل به فرورفتن دارد در نهایت دارای نیروی طبیعی محدودیت N است که توسط کف جامد بر آن اعمال می‌شود. نیروی محدودیت می‌تواند کشش در مقیاس فنری باشد که وزن آن را در سیال اندازه‌گیری می‌کند و وزن ظاهری چگونه تعریف می‌شود.
اگر جسم در غیر این صورت شناور بود، کشش برای مهار آن در غوطه ور شدن کامل عبارت است از:

هنگامی که یک شیء در حال غرق شدن در کف جامد مستقر می‌شود، یک نیروی عادی از:

یکی دیگر از فرمول‌های ممکن برای محاسبه شناوری یک جسم، یافتن وزن ظاهری آن جسم خاص در هوا (محاسبه بر حسب نیوتن)، و وزن ظاهری آن جسم در آب (به نیوتن) است. برای یافتن نیروی شناوری وارد بر جسم در هوا، با استفاده از این اطلاعات خاص، این فرمول اعمال می‌شود:
نیروی شناوری = وزن جسم در فضای خالی - وزن جسم غوطه ور در سیال
نتیجه نهایی بر حسب نیوتن اندازه‌گیری می‌شود.
چگالی هوا در مقایسه با اکثر جامدات و مایعات بسیار کم است. به همین دلیل، وزن یک جسم در هوا تقریباً با وزن واقعی آن در خلاء برابر است. شناوری هوا برای اکثر اجسام در طول اندازه‌گیری در هوا نادیده گرفته می‌شود زیرا خطا معمولاً ناچیز است (معمولاً کمتر از ۰٫۱٪ به جز برای اجسام با چگالی متوسط بسیار پایین مانند بالون یا فوم سبک).